# Encephalartos hirsutus
Encephalartos hirsutus P.J.H.Hurter, 1996 è una pianta appartenente alla famiglia delle Zamiaceae, endemica del Sudafrica.

## Descrizione
È una cicade a portamento arborescente, con fusto dapprima eretto, che diviene decombente negli esemplari più anziani, alto sino a 4 m e con diametro di 35–40 cm.

Le foglie, pennate, disposte a corona all'apice del fusto, sono lunghe 1,1-1,4 m, sorrette da un picciolo lungo circa 13 cm, e composte da numerose paia di foglioline ellittiche e falcate, coriacee, lunghe 13–17 cm, con margine intero ed apice spinoso, fissate sul rachide con un angolo di circa 40°, ridotte a spine verso la base del picciolo.

È una specie dioica, con esemplari maschili che presentano da 2 a 5 coni cilindrico-ovoidali, eretti, lunghi circa 50 cm e larghi 9 cm, ed esemplari femminili con 1-3 coni ovoidali, lunghi circa 40 cm e larghi 35 cm, di colore verde glauco, glabri.

I semi sono grossolanamente ovoidali, lunghi 3-3,5 cm, ricoperti da un tegumento di colore rosso arancio.

## Distribuzione e habitat
L'areale di questa specie è attualmente ristretto ad un'unica località, con una superficie di circa 5 km², nella regione di Soutpansberg (Provincia del Limpopo, Sudafrica), da 800 a 1000 m di altitudine.       .

## Conservazione
Al tempo della sua scoperta (1996) la popolazione stimata era 400-500 piante, suddivise in tre distinte località. Nel 2004, furono censite 219 piante, con la maggior parte delle piante concentrate in un unico sito. Considerata l'esiguità di questa popolazione e la ristrettezza del suo areale, la IUCN Red List classifica E. hirsutus come specie in pericolo critico di estinzione (Critically Endangered).

Il suo areale ricade all'interno del Parco nazionale Kruger.
La specie è inserita nella Appendice I della Convention on International Trade of Endangered Species (CITES)